# علي زيدي
علي زيدي هو مخرج سينمائي مقيم في دبي في دولة الإمارات العربية المتحدة. اشتهر بأول فيلم خيال علمي عربي "أيريالز"، وفيلم الخيال العلمي الإماراتي ما بعد نهاية العالم "أبناء الشمسين"

## النشأة والمهنية
وُلد علي الزيدي ونشأ في دولة الإمارات العربية المتحدة، لكنه في الأصل من باكستان. والده الدكتور سيد أزهر علي الزيدي من رواد الأدب الأردية البارزين.
تم عرض فيلمه الأول "أبناء شمسين"، مرة في مهرجان الخليج السينمائي، ومهرجان دبي السينمائي الدولي، كما عُرض لأول مرة في الولايات المتحدة في مهرجان بوسطن لأفلام الخيال العلمي.
في عام 2016، أصدر الزيدي فيلمه "الهوائيات" في دور السينما في جميع أنحاء دولة الإمارات العربية المتحدة. اعتُبر كأول فيلم خيال علمي في الشرق الأوسط.
أسس شركة فات بروذرز فيلمز (بالإنجليزية: Fat Brothers Films)‏ مع المنتج السينمائي الإماراتي غانم غباش.

## أعماله
| السنة | الفيلم        | الدور          | النوع         | ملاحظات    |
| ----- | ------------- | -------------- | ------------- | ---------- |
| 2013  | أبناء الشمسين | المخرج والكاتب | الخيال العلمي | فيلم قصير  |
| 2016  | الهوائيات     | المخرج والكاتب | الخيال العلمي | فيلم روائي |